# Profesionalizacija
Profesionalizacija je družbeni proces, v katerem določen poklic pridobi ali pridobiva vse več lastnosti profesije. Razumemo ga tudi kot institucionaliziran način priprave posameznikov na opravljanje poklicno usmerjenih organizacijskih nalog. V procesu profesionalizacije se vzpostavljajo norme in kvalifikacije za predstavnike profesije, skrbi se za vzpostavljanje in prenašanje znanj, potrjevanje sposobnosti, urejanje odnosov med člani profesije in drugimi.
Wilensky je proces profesionalizacije razdelil na več razvojnih faz:
- Potrebe po določenem delu oziroma storitvi ustvarijo poklic. Večje število ljudi se začne polni delovni čas ukvarjati z zadovoljevanjem teh potreb.
- Ustanovijo se prve šole - zahteve po večji strokovnosti oblikujejo potrebo po usposabljanju. Šole zagotavljajo predpisano in vse bolj standarizirano usposabljanje.
- Profesija temelji na znanju. Korpus temeljnih profesionalnih znanj temelji na teoretskih podlagah ter raziskovanju, zato se izobraževanje pogosto prenese na univerze in visoke šole, ki podeljujejo potrebna dokazila, ki so ponekod potrebna za vstop v profesijo.
- Oblikuje se profesionalna organizacija. Ta združuje predstavnike profesije, skrbi za razvoj profesionalnih standardov, potrjevanje sposobnosti, nadzor na stroko, urejanje odnosov znotraj profesije in z drugimi profesijami. Zaradi konkurence oziroma poseganja na delovna področja s strani drugih profesij, poskuša organizacija praktike zaščiti s pomočjo licenc in akreditacij, ki potrjujejo njihovo ekspertno znanje in druge delovne kompetence.
- Profesija se želi zaščiti. Od države želi pridobiti zakonsko priznano zaščito profesionalne skupine, kar pomeni, da ji država prizna monopol za opravljanje določene dejavnosti.
- Uveljavi se kodeks profesionalne etike. Profesionalna organizacija oblikuje etične in moralne norme ter načela, ki naj bi jih praktiki upoštevali v odnosih z delodajalci, naročniki, med seboj in v družbi ter vrši nadzor nad njihovim uresničevanje (npr. častna razsodišča).

Profesionalizacija določenega poklica je odvisna od področja, na katerem se pojavi, od potreb, ki jih posameznik lahko zadovoljuje in od virov, s katerimi upravlja. Ne zgodi se sama od sebe, zanjo sta potrebna samozavedanje in samoorganizacija poklica. Zato se profesionalizacijske poti različnih profesij med seboj razlikujejo. 
Čeprav se še vedno številne profesije prizadevajo za profesionalizacijo svojega poklica, hkrati v družbi potekajo resne razprave o deprofesionalizaciji in derugulaciji poklicev, ki so posledica številnih družbenih in organizacijskih sprememb in vplivov. Formalizacija odnosov v delovnem okolju, instrumentalen odnos do dela, velika mobilnost, pocenitev delovne sile, upadanje števila profesionalcev, birokratski način organiziranja, vodenja in nadzora dela, prizadevanja za maksimiranje profita ter vodenje, usmerjanje in nadzorovanje s strani ljudi, ki ne pripadajo profesiji, so pojavi, ki naj bi prispevali k t.i deprofesionalizaciji poklicev. Uveljavljeni proklici in profesije naj bi izgubljali profesionalno moč, se notranje prestrukturirali ali celo izginjali. 
Kritiki opozarjajo, da se večina poklicev napoti v proces profesionalizacije predvsem zato, da bi si izboljšali ali utrdili lastno profesionalno moč, ugled in vpliv, se pa na poti profesionalizacije večinoma ukvarjajo s formo (vzpostavljanje statusa, organiziranosti), manj pa z vsebino profesionalnega življenja (kdo dela kaj in kako).